# Avinoffia
Avinoffia este un gen de molii din familia Sphingidae. Conține o singură specie, Avinoffia hollandi, care este întâlnită în Camerun, Gabon, Congo și Liberia. 